# Mju:z
Mju:z（ミューズ）は、主に美少女ゲームで使用されるデモやオープニング・エンディングなど、各種ムービーを手掛ける日本の制作集団およびブランド。
ブランド名はギリシア神話に登場する、文芸を司る女神・ミューズを諷示しており、「Motion Graphic Joyful United Zone」の略称をも兼ねている。ブランド内のチーフを務める神月社を中心に、2006年9月より活動を開始させた。

## スタッフ

### チーフデザイナー
- 神月社（元Radiant Impression Prelude所属）
  - 学生時代から趣味でAdobe After Effectsを用いたムービー制作に親しみ、2001年1月に発売されたゲーム『家族計画』デモムービーを手掛け[2]、それからフリーランスでの映像制作を始める[1]。4年間フリーランスでの活動を続けたのち[3]、ムービークリエイターを招集して本ブランドを立ち上げた[1]。フリー活動時での主な代表作に『BALDR FORCE』・『リアライズ』がある[1]。

### デザイナー
- パリオ（元Studio-Prism所属 → 離職[4]）
  - 東京都内の会社にシステムエンジニアとして1年間勤務したのち、2002年4月よりフリーランスでの映像制作を開始させた[1]。ブランドの創設時より参加[1]。フリー活動時での代表的な作品としては『はぴねす!』PVムービー「柊杏里」バージョンや『夏空少女』などが挙げられ、明るい雰囲気の心温まる作品を得意とした[1]。
- 癸乙夜（元WhiteStudioNekoashi所属）
  - 大学在学中、映像制作に関心を持ち独学で編集技術を習得[1]。2002年にはフリーランスの映像作家としてデビュー[1]。ブランドの創設時より参加[1]。フリー時での主な代表作に『はぴねす!』PVムービー「小日向すもも」バージョン・『H2O -FOOTPRINTS IN THE SAND-』がある[1]。

### アシスタント
- えん
- はなじろ（元神藝工房）
- 鯵乃ひらき→離職[5]
- andyanim

### 脱退済みスタッフ
- どせい
  - 途中より加入し、2020年に脱退[6][7]。

## コンシューマーゲーム作品一覧
2007年
- ジオテイル
- ショコラ Standard Edition
- 水夏A.S+ 〜SUIKA〜 EternalName（水夏A.S+のPS2移植作品）
- プリンセスナイトメア
- Myself ; Yourself

2009年
- キラ☆キラ 〜Rock'n'RollShow〜（キラ☆キラのPS2移植作品）
- この青空に約束を― てのひらのらくえん
- 絶対迷宮グリム 七つの鍵と楽園の乙女
- 12RIVEN -the Ψcliminal of integral-

2014年
- FLOWERS -Le volume sur printemps-(春篇)

2015年
- FLOWERS -Le volume sur été-(夏篇)

## アダルトゲーム作品一覧
2006年
- EXTRAVAGANZA 〜蟲愛でる少女〜
- Always 〜ふと、気が付けばキミの日常…〜
- おキツネSummer 〜夏合宿・女の子付き〜
- カラフルアクアリウム
- C.D.Christmas Days 〜サーカスディスク クリスマスデイズ〜
- Chanter -キミの歌がとどいたら-
- 少女戦機ソウルイーター
- tan. -タンジェント-
- ダンジョンクルセイダーズ 〜TALES OF DEMON EATER〜
- ちょこっと☆ばんぱいあ!
- 寝盗ラレ -NakedTranceRamble-
- 牝姫の虜 〜廃校舎の制服少女〜
- 魔法天使ミサキ2
- メタモルエンジェル菜々美
- 欲情ペットライフ!!
- レイナナ

2007年
- 兄嫁はいじっぱり
- あねいも2 〜Second Stage〜
- 綾瀬家のオンナ
- あるぺじお 〜きみいろのメロディ〜
- いつか、届く、あの空に。
- いな☆こい!ファンディスク
- うつりぎ七恋天気あめ
- 幼なじみと甘〜くエッチに過ごす方法
- 鬼畜眼鏡
- 傷モノの学園III －heaven's door－
- 見上げた空におちていく
- 君が主で執事が俺で
- Clear -クリア-
- Xross Scramble -TEAMBALDRHEAD PerfectCllection-
- 恋姫†無双 〜ドキッ☆乙女だらけの三国志演義〜
- CIRCUS LAND I
- 式神 〜桔梗の華に秘めたる想い〜
- 借金姉妹
- 車輪の国、悠久の少年少女
- 真・燐月
- 彗星に願いを…
- 戦場デ少女ハ心ヲサガス
- そして明日の世界より――
- D.C.II Spring Celebration 〜ダ・カーポII〜 スプリング セレブレイション
- チアフル!
- つくしてあげるのに！
- テレビの消えた日
- でるた!
- 飛ぶ山羊はさかさまの木の夢を見るか
- 冬音-Tone-
- ナツメグ
- 夏めろ
- HoneyComing
- フォセット - Cafe au Le Ciel Bleu -
- 僕がサダメ 君には翼を。
- ましろぼたん
- リリミエスタ
- レコンキスタ

2008年
- 暁の護衛
- 暁の護衛〜プリンシバルたちの休日〜
- ヴェルディア幻奏曲
- エーデルワイス 詠伝ファンタジア
- オトメクライシス
- カラフルウィッシュ 〜12コのマジキュン！〜
- キラ☆キラ カーテンコール
- コンチェルトノート
- さかあがりハリケーン
- G線上の魔王
- しゅぷれ〜むキャンディ 〜王道には王道たる理由があるんです!〜
- タユタマ -Kiss on my Deity-
- ツンデレでヤンデレな幼馴染・小鳥遊双葉さんとHなことをするゲーム
- Piaキャロットへようこそ!!G.P.
- プリマ☆ステラ
- リトルバスターズ! エクスタシー
- るいは智を呼ぶ

2009年
- あい☆きゃん
- アンバークォーツ -Amber Quartz-
- 輝光翼戦記 天空のユミナ
- 鬼畜眼鏡R
- クロウカシス 七憑キノ贄
- コミュ - 黒い竜と優しい王国 -
- 才気煥発才色兼備の君たちへ
- さらさらささら
- しろくまベルスターズ♪
- 祝福のカンパネラ -la campanella della benedizione-
- すまいるCubic! 水平線まで何マイル? －アフター&アナザーストーリーズ
- W.L.O. 世界恋愛機構
- 誰かのために出来ること〜Innocent Identity〜
- Divus Rabies
- はらみこ
- BALDR SKY Dive1 "Lost Memory"
- BALDR SKY Dive2 "RECORDARE"
- プリ☆さら 〜ドキドキ×らぶらぶWファンディスク〜
- 77 〜And, two stars meet again〜
- 2度咲き!タルトレット 〜恋の甘さは控えめで〜
- ひだまりバスケット
- ましろ色シンフォニー -Love is Pure White-
- 夢幻廻廊2 〜螺旋〜

2010年
- 暁の護衛〜罪深き終末論〜
- あかときっ!-夢こそまされ恋の魔砲-
- 秋空に舞うコンフェティ
- アッチむいて恋
- 色に出でにけり わが恋は
- 失われた未来を求めて
- 置き場がない!
- 俺サマのラグナRock
- ク・リトル・リトル 〜グレートハンティング〜
- CURE GIRL
- ぐらタン
- 恋と選挙とチョコレート
- 光輪の町、ラベンダーの少女
- こんそめ！ 〜combination somebody〜
- さくらのしっぽ 〜さくらテイルファンディスク〜
- シュガーコートフリークス
- JINKI EXTEND Re:VISION
- 素晴らしき日々 〜不連続存在〜
- 月染の枷鎖 -the end of scarlet luna-
- Tiny Dungeon 〜BLACK and WHITE〜
- Happy Wardrobe
- 花と乙女に祝福を ロイヤルブーケ
- BALDR SKY BALDRSKY DiveX “DREAM WORLD”
- bitter smile.
- FUTA・ANE〜ふたあね〜 bitter&sweet
- 撫子乱舞
- ねこ☆こい! 〜猫神さまとネコミミのたたり〜
- メイドさんひろった！
- るいは智を呼ぶファンディスク　-明日のむこうに視える風-

2011年
- アネカノ -お姉ちゃんとえっちであまーいヒミツの関係-
- イヅナ斬審剣
- 輝光翼戦記 銀の刻のコロナ
- 七つの不思議の終わるとき
- 晴れときどきお天気雨
- HOTEL.
- やや置き場がない!
- ワルキューレロマンツェ 少女騎士物語
- フリフレ2

2012年
- マテリアルブレイブ
- ホチキス
- ‘&’-空の向こうで咲きますように-
- 向日葵の教会と長い夏休み
- てにおはっ! 〜女の子だってホントはえっちだよ?〜
- 操心術∞

2013年
- 向日葵の教会と長い夏休み
- 桜舞う乙女のロンド

2014年
- 蒼の彼方のフォーリズム

2019年
- 乙女騎士♥いますぐ私を抱きしめて

### 雑誌
- 「ザ・オープニングムービー Powered by 神月社II」『TECH GIAN』2006年9月号、エンターブレイン、25-27頁、雑誌コード 16575-9、定期刊行物コード 4910165750961-01219。